# Новопокровка (Казанський район)
Новопокро́вка (рос. Новопокровка) — присілок у складі Казанського району Тюменської області, Росія.
Населення — 80 осіб (2010, 112 у 2002).
Національний склад станом на 2002 рік:
- росіяни — 93 %